# Highway to Hell
A Highway to Hell az ausztrál AC/DC együttes hetedik albuma, amely 1979 júliusában jelent meg az Atlantic Records gondozásában. Ez volt az első lemez, amelyet nem a George Young/Harry Vanda producer-páros irányításával, hanem Mutt Lange producerrel készítettek. A Highway to Hell album volt Bon Scott énekes utolsó stúdiófelvétele az AC/DC-vel, mivel 1980-ban meghalt. Az album a Rolling Stone magazin Minden idők 500 legjobb albuma összeállításán a 199. helyre került. Szerepel továbbá az 1001 lemez, amit hallanod kell, mielőtt meghalsz című könyvben. Megjelenése óta az album hétszeres platinalemez lett az USA-ban.

## Történet
Az  album előmunkálatai 1979 januárjában kezdődtek meg Sydneyben, az Albert Studiosnál. Michael Klenfner, az Atlantic kiadó alelnöke Ausztráliába repült és közölte a csapattal, hogy az Atlantic saját producerét kívánja alkalmazni az összes addigi AC/DC albumot felügyelő Young/Vanda páros helyett, hogy egy az amerikai piacon könnyen eladható és maximálisan sikeres nagylemez készülhessen. Februárban Miamiba utazott az együttes, és három héten keresztül írták az albumra szánt dalokat a Criteria Studiosban Eddie Kramer producer irányításával, aki korábban olyan zenekarokkal dolgozott együtt, mint a KISS, a Led Zeppelin, Jimi Hendrix, a Beatles, a Rolling Stones és a Small Faces.
A közös munka azonban megakadt, mivel Kramer és az AC/DC is más munkamódszerhez voltak szokva, ezért nem tudtak együttműködni. Mindössze egy hatszámos demó készült el. A helyzetet Mutt Lange producer mentette meg, aki elvállalta, hogy megcsinálja a lemezt az együttessel, amibe a kiadó is beleegyezett. Londonba repültek és két hét alatt összerakták a dalokat, majd a Roundhouse Studiosban fel is vették a lemezt. Az utómunkálatok a Chalk Farm Studiosban zajlottak áprilisban. Mutt Lange a minőségi hangszeres játék mellé minőségi énektémákat követelt Bon Scottól, aminek meglett az eredménye.
Megjelenésekor minden korábbi albumuknál népszerűbb volt a Highway to Hell, amely ezáltal hozzájárult rajongótáboruk jelentős növeléséhez, és egyúttal megalapozta azt az átütő sikert, amelyet a következő évben a Bon Scott halála után kiadott Back in Black című album aratott. A Highway to Hell Amerikában a 17. helyig jutott a Billboard 200-as lemezeladási listáján, ami a zenekar addigi történetének kimagaslóan legjobb szereplése volt. Angliában a lemezeladási lista 8. helyét érték el, szintén az addigi legjobb pozíciót a szigetországban.
Az album világkörüli turnéjának december 9-i, telt házas párizsi fellépését a Pavillon de Paris-ban filmrevették, és a koncertfilmet Let There Be Rock címen a mozik az egész világon bemutatták a következő év őszén.

## Az album dalai
| 1. | Highway to Hell         | Angus Young, Malcolm Young, Bon Scott | 3:26 |
| 2. | Girls Got Rhythm        | Young, Young, Scott                   | 3:23 |
| 3. | Walk All Over You       | Young, Young, Scott                   | 5:08 |
| 4. | Touch Too Much          | Young, Young, Scott                   | 4:24 |
| 5. | Beating Around the Bush | Young, Young, Scott                   | 3:55 |

| 1. | Shot Down in Flames               | Young, Young, Scott | 3:21 |
| 2. | Get It Hot                        | Young, Young, Scott | 2:24 |
| 3. | If You Want Blood (You’ve Got It) | Young, Young, Scott | 4:32 |
| 4. | Love Hungry Man                   | Young, Young, Scott | 4:14 |
| 5. | Night Prowler                     | Young, Young, Scott | 6:13 |

## Helyezések és minősítések

### Album
| Év   | Ország     | Helyezés |
| ---- | ---------- | -------- |
| 1979 | USA        | 17       |
| 2009 | Finnország | 37       |
| 1979 | Ausztrália | 13       |

### Kislemezek
| Év   | Kislemez        | Lista                 | Helyezés |
| ---- | --------------- | --------------------- | -------- |
| 1979 | Highway to Hell | Billboard Pop Singles | 47       |

### Minősítés
| Ország             | Eladás    | Minősítés  |
| ------------------ | --------- | ---------- |
| USA                | 7,000,000 | 7x platina |
| Kanada             | 1,000,000 | 2x platina |
| Egyesült Királyság | 100,000   | arany      |

## Közreműködők
- Bon Scott – ének
- Angus Young – szólógitár
- Malcolm Young – ritmusgitár
- Cliff Williams – basszusgitár
- Phil Rudd – dob